# Natação nos Jogos Olímpicos de Verão de 2020 - 100 m livre feminino
A competição dos 100 m livre feminino da natação nos Jogos Olímpicos de Verão de 2020 foi disputada entre 28 e 30 de julho de 2021 no Centro Aquático, em Tóquio. Um total de 51 nadadoras de 42 Comitês Olímpicos Nacionais (CON) participaram do evento.

## Qualificação
O tempo de qualificação olímpica ao evento foi de 54.38 segundos. Até duas nadadoras por Comitê Olímpico Nacional (CON) poderiam se qualificar automaticamente nadando naquele tempo em um evento de qualificação aprovado. Por sua vez, o tempo de seleção olímpica foi de 56.01 segundos. Até uma nadadora por CON estaria elegível para a qualificação com esse tempo com sua entrada classificada em um ranking até que o número de participantes fosse atingido. CONs sem uma nadadora qualificada em qualquer evento poderiam obter seus lugares através das vagas de universalidade.

## Formato
A competição consiste em três rodadas: preliminares, semifinais e final. As nadadoras com os 16 melhores tempos nas baterias preliminares avançam as semifinais. Já as nadadoras com os 8 melhores tempos nas semifinais avançam a final. Desempates (swim-offs) são utilizados conforme necessário para quebrar os empates de avanço a próxima rodada.

## Calendário
Horário local (UTC+9)
| Data                | Horário | Fase         |
| ------------------- | ------- | ------------ |
| 28 de julho de 2021 | 19:00   | Preliminares |
| 29 de julho de 2021 | 10:50   | Semifinais   |
| 30 de julho de 2021 | 11:00   | Final        |

## Medalhistas
| Ouro   | AUS Emma McKeon     |
| Prata  | HKG Siobhán Haughey |
| Bronze | AUS Cate Campbell   |

## Recordes
Antes desta competição, os recordes mundiais e olímpicos da prova eram os seguintes:
| Tipo | Atleta                       | Tempo | Local          | Data                 |
| ---- | ---------------------------- | ----- | -------------- | -------------------- |
|      | Sarah Sjöström               | 51.71 | Budapeste      | 23 de julho de 2017  |
|      | Simone Manuel Penny Oleksiak | 52.70 | Rio de Janeiro | 11 de agosto de 2016 |

Os seguintes recordes mundiais e/ou olímpicos foram estabelecidos durante esta competição:
| Data                | Evento       | Atleta          | Tempo | Notas            |
| ------------------- | ------------ | --------------- | ----- | ---------------- |
| 28 de julho de 2021 | Preliminares | AUS Emma McKeon | 52.13 | Recorde olímpico |
| 30 de julho de 2021 | Final        | AUS Emma McKeon | 51.96 | Recorde olímpico |

## Resultados

### Preliminares
As nadadoras com as 16 primeiras colocações, independente da bateria, avançam as semifinais.
| Pos. | Bateria | Raia | Nadadora                 | CON                    | Tempo   | Notas            |
| ---- | ------- | ---- | ------------------------ | ---------------------- | ------- | ---------------- |
| 1    | 6       | 4    | Emma McKeon              | AUS Austrália          | 52.13   | Q,               |
| 2    | 6       | 5    | Siobhán Haughey          | HKG Hong Kong          | 52.70   | Q,               |
| 3    | 6       | 6    | Anna Hopkin              | GBR Grã-Bretanha       | 52.75   | Q,               |
| 4    | 7       | 4    | Cate Campbell            | AUS Austrália          | 52.80   | Q                |
| 5    | 5       | 4    | Sarah Sjöström           | SWE Suécia             | 52.91   | Q                |
| 6    | 7       | 5    | Penny Oleksiak           | CAN Canadá             | 52.95   | Q                |
| 7    | 5       | 2    | Pernille Blume           | DEN Dinamarca          | 52.96   | Q                |
| 8    | 7       | 6    | Yang Junxuan             | CHN China              | 53.02   | Q, WD            |
| 9    | 5       | 5    | Femke Heemskerk          | NED Países Baixos      | 53.10   | Q                |
| 10   | 7       | 1    | Kayla Sanchez            | CAN Canadá             | 53.12   | Q, WD            |
| 11   | 5       | 3    | Abbey Weitzeil           | USA Estados Unidos     | 53.21   | Q                |
| 12   | 7       | 3    | Michelle Coleman         | SWE Suécia             | 53.53   | Q                |
| 13   | 5       | 1    | Signe Bro                | DEN Dinamarca          | 53.54   | Q                |
| 14   | 7       | 2    | Freya Anderson           | GBR Grã-Bretanha       | 53.61   | Q                |
| 15   | 5       | 6    | Charlotte Bonnet         | FRA França             | 53.67   | Q                |
| 16   | 6       | 2    | Marie Wattel             | FRA França             | 53.71   | QSO              |
| 16   | 6       | 3    | Ranomi Kromowidjojo      | NED Países Baixos      | 53.71   | QSO, WD          |
| 18   | 6       | 7    | Erika Brown              | USA Estados Unidos     | 53.87   | QSO              |
| 18   | 7       | 8    | Wu Qingfeng              | CHN China              | 53.87   | QSO              |
| 20   | 5       | 7    | Maria Kameneva           | ROC                    | 53.92   |                  |
| 21   | 6       | 1    | Barbora Seemanová        | CZE República Checa    | 53.98   |                  |
| 22   | 6       | 8    | Andrea Murez             | ISR Israel             | 54.06   | Recorde nacional |
| 23   | 4       | 8    | Fanny Teijonsalo         | FIN Finlândia          | 54.69   |                  |
| 24   | 5       | 8    | Janja Šegel              | SLO Eslovênia          | 54.73   |                  |
| 25   | 4       | 5    | Erin Gallagher           | RSA África do Sul      | 54.75   |                  |
| 26   | 4       | 7    | Maria Ugolkova           | SUI Suíça              | 54.86   |                  |
| 27   | 4       | 4    | Lidón Muñoz              | ESP Espanha            | 54.97   |                  |
| 28   | 4       | 3    | Anastasiya Shkurdai      | BLR Bielorrússia       | 55.17   |                  |
| 29   | 3       | 4    | Kalia Antoniou           | CYP Chipre             | 55.38   |                  |
| 30   | 4       | 6    | Larissa Oliveira         | BRA Brasil             | 55.53   |                  |
| 31   | 3       | 6    | Anicka Delgado           | ECU Equador            | 55.56   | Recorde nacional |
| 32   | 4       | 2    | Julie Meynen             | LUX Luxemburgo         | 55.69   |                  |
| 33   | 3       | 5    | Farida Osman             | EGY Egito              | 55.74   |                  |
| 34   | 3       | 7    | Snæfríður Jórunnardóttir | ISL Islândia           | 56.15   |                  |
| 35   | 3       | 1    | Bianca Costea            | ROU Romênia            | 56.35   |                  |
| 36   | 4       | 1    | Quah Ting Wen            | SGP Singapura          | 56.36   |                  |
| 37   | 3       | 3    | Ieva Maļuka              | LAT Letônia            | 56.39   |                  |
| 38   | 3       | 2    | Miriam Sheehan           | PUR Porto Rico         | 56.64   |                  |
| 39   | 3       | 8    | Amel Melih               | ALG Argélia            | 56.65   |                  |
| 40   | 2       | 4    | Mia Blazhevska Eminova   | MKD Macedônia do Norte | 57.19   |                  |
| 41   | 2       | 3    | Jillian Crooks           | CAY Ilhas Cayman       | 57.32   | Recorde nacional |
| 42   | 2       | 5    | Jenjira Srisaard         | THA Tailândia          | 57.42   |                  |
| 43   | 2       | 7    | Maria Schutzmeier        | NCA Nicarágua          | 57.94   | Recorde nacional |
| 44   | 2       | 1    | Colleen Furgeson         | MHL Ilhas Marshall     | 58.71   |                  |
| 45   | 2       | 2    | Varsenik Manucharyan     | ARM Armênia            | 59.18   |                  |
| 46   | 2       | 6    | Jeanne Boutbien          | SEN Senegal            | 59.27   |                  |
| 47   | 2       | 8    | Catarina Sousa           | ANG Angola             | 59.35   |                  |
| 48   | 1       | 3    | Abiola Ogunbanwo         | NGR Nigéria            | 59.74   | Recorde nacional |
| 49   | 1       | 4    | Andela Antunović         | MNE Montenegro         | 1:00.01 |                  |
| 50   | 1       | 5    | Gaurika Singh            | NEP Nepal              | 1:00.11 |                  |
| 51   | 1       | 6    | Mineri Gomez             | GUM Guam               | 1:04.00 |                  |
| 52   | 7       | 7    | Federica Pellegrini      | ITA Itália             | DNS     |                  |

Swim-off
| Pos. | Raia | Nadadora    | CON                | Tempo | Notas |
| ---- | ---- | ----------- | ------------------ | ----- | ----- |
| 1    | 4    | Erika Brown | USA Estados Unidos | 53.51 | Q     |
| 2    | 5    | Wu Qingfeng | CHN China          | 54.47 | Q     |

### Semifinais
As nadadoras com as 8 primeiras colocações, independente da bateria, avançam a final.
| Pos. | Bateria | Raia | Nadadora         | CON                | Tempo | Notas |
| ---- | ------- | ---- | ---------------- | ------------------ | ----- | ----- |
| 1    | 2       | 4    | Emma McKeon      | AUS Austrália      | 52.32 | Q     |
| 2    | 1       | 4    | Siobhán Haughey  | HKG Hong Kong      | 52.40 | Q,    |
| 3    | 1       | 5    | Cate Campbell    | AUS Austrália      | 52.71 | Q     |
| 4    | 2       | 3    | Sarah Sjöström   | SWE Suécia         | 52.82 | Q     |
| 5    | 1       | 3    | Penny Oleksiak   | CAN Canadá         | 52.86 | Q     |
| 6    | 1       | 6    | Femke Heemskerk  | NED Países Baixos  | 52.93 | Q     |
| 7    | 2       | 2    | Abbey Weitzeil   | USA Estados Unidos | 52.99 | Q     |
| 8    | 2       | 5    | Anna Hopkin      | GBR Grã-Bretanha   | 53.11 | Q     |
| 9    | 1       | 1    | Marie Wattel     | FRA França         | 53.12 |       |
| 10   | 2       | 6    | Pernille Blume   | DEN Dinamarca      | 53.26 |       |
| 11   | 1       | 7    | Freya Anderson   | GBR Grã-Bretanha   | 53.53 |       |
| 12   | 2       | 7    | Signe Bro        | DEN Dinamarca      | 53.55 |       |
| 13   | 2       | 8    | Erika Brown      | USA Estados Unidos | 53.58 |       |
| 14   | 1       | 2    | Michelle Coleman | SWE Suécia         | 53.73 |       |
| 15   | 2       | 1    | Charlotte Bonnet | FRA França         | 54.10 |       |
| 16   | 1       | 8    | Wu Qingfeng      | CHN China          | 54.86 |       |

### Final
As três nadadoras mais rápidas na final conquistaram as medalhas.
| Pos.              | Raia | Nadadora        | CON                | Tempo | Notas            |
| ----------------- | ---- | --------------- | ------------------ | ----- | ---------------- |
| Medalha de ouro   | 4    | Emma McKeon     | AUS Austrália      | 51.96 | ,                |
| Medalha de prata  | 5    | Siobhán Haughey | HKG Hong Kong      | 52.27 | Recorde asiático |
| Medalha de bronze | 3    | Cate Campbell   | AUS Austrália      | 52.52 |                  |
| 4                 | 2    | Penny Oleksiak  | CAN Canadá         | 52.59 | Recorde nacional |
| 5                 | 6    | Sarah Sjöström  | SWE Suécia         | 52.68 |                  |
| 6                 | 7    | Femke Heemskerk | NED Países Baixos  | 52.79 |                  |
| 7                 | 8    | Anna Hopkin     | GBR Grã-Bretanha   | 52.83 |                  |
| 8                 | 1    | Abbey Weitzeil  | USA Estados Unidos | 53.23 |                  |

Legenda
| Recorde mundial      | Recorde mundial (World record)               |                       | Recorde africano                      | Recorde africano (African) |                                           | Q | Classificado por posição (Qualified) |
| Recorde olímpico     | Recorde olímpico (Olympic record)            | Recorde da América    | Recorde da América (Americas)         | q                          | Classificado por melhor tempo (Qualified) |   |                                      |
| Melhor marca do ano  | Melhor marca do ano (World leading)          | Recorde asiático      | Recorde asiático (Asian)              | DNS                        | Não largou (Did not start)                |   |                                      |
| Recorde nacional     | Recorde nacional (National record)           | Recorde europeu       | Recorde europeu (European)            | DNF                        | Não terminou (Did not finish)             |   |                                      |
| Recorde pessoal      | Recorde pessoal do atleta (Personal best)    | Recorde da Oceania    | Recorde da Oceania (Oceania)          | DSQ / DQ                   | Desclassificado (Disqualified)            |   |                                      |
| Recorde da temporada | Recorde da temporada do atleta (Season best) | Recorde sul-americano | Recorde sul-americano (South America) | NM                         | Sem marca (No mark)                       |   |                                      |